# Bufo pageoti
Bufo pageoti е вид земноводно от семейство Крастави жаби (Bufonidae). Видът е почти застрашен от изчезване.

## Разпространение
Разпространен е във Виетнам, Китай и Мианмар.